# Estix (satèl·lit)
Estix, també conegut pel seu nom provisional com a (S/2012 P 1 ,S/2012 (134340) 1 o P5) és un petit satèl·lit natural de Plutó l'existència del qual es va anunciar l'11 de juliol de 2012. És el cinquè satèl·lit confirmat de Plutó i es va descobrir aproximadament un any després del seu quart satèl·lit, el S/2011 P 1,

## Descobriment
Aquesta lluna va ser descoberta usant nou conjunts d'imatges preses entre el 26 de juny i el 9 de juliol de 2012 per la càmera Wide Field Camera 3 muntada sobre el Telescopi Espacial Hubble.

## Propietats físiques
S'estima que aquesta lluna té un diàmetre entre 10 i 25 km.

## Propietats orbitals
El període orbital de S/2012 P 1 s'estima que és de 20,2 ± 0.1 dies.

## Origen
Pot ser el resultat de la col·lisió entre Plutó i un altre objecte del Cinturó de Kuiper en un passat llunyà.

## Nom
Estix fou anomenat amb la designació provisional  S/2012 P 1, on el prefix  S / significa satèl·lit,  2012 l'any de descobriment,  P fa referència al planeta nan Plutó i l'1 és l'ordre del descobriment del satèl·lit en el mateix planeta i any. En la designació  S/2012 (134340) 1 se segueix el mateix procediment anteriorment exposat, amb la diferència que es reemplaça la  P per  (134340), nombre donat a Plutó en ser reclassificat com planeta nan. I  P5 és la denominació per al cinquè satèl·lit de Plutó.
La convenció per nomenar satèl·lits plutonians és la d'escollir noms relacionats amb el déu Plutó i l'inframón de la mitologia grega.
Mark Showalter, cap de l'equip descobridor, i el SETI van realitzar el 2013 una enquesta web no vinculant perquè el públic pogués escollir els seus noms preferits. Els participants podien escollir un nom d'una llista de noms mitològics relacionats amb el déu Plutó o bé proposar altres noms.
Després de l'anunci inicial, William Shatner, l'actor que interpreta el Capità James T. Kirk en la franquícia Star Trek, va proposar els noms Vulcano i Ròmul, en referència al déu del foc Vulcà (un nebot de Plutó) i a Ròmul, el fundador de Roma, però també als planetes ficticis Vulcano i Ròmul de l'univers de Star Trek. El nom de Ròmul va ser rebutjat a causa de l'existència d'un satèl·lit asteroidal amb aquest nom.
Vulcano va ser el nom que més vots va aconseguir després que Shatner el promociones a twitter, mentre que Cèrber (el gos que guarda l'inframón de Plutó) va quedar segon i Estix (la deessa del riu del mateix nom de l'inframón) va quedar tercer. Es van enviar els noms guanyadors a la Unió Astronòmica Internacional. No obstant això, la UAI va rebutjar el nom de Vulcà per no ser un déu de l'inframón i perquè aquest nom ja havia estat escollit per designar un planeta hipotètic situat a l'interior de l'òrbita de Mercuri a més dels asteroides vulcanoids.
El 2 de juliol de 2013 la UAI va anunciar l'aprovació dels noms Estix per a P5 i Cèrber per P4.